# Wim Neetens
Wim Neetens (Antwerpen, 9 augustus 1958 - Antwerpen, 24 april 1996) was een Vlaamse letterkundige en schrijver. Hij studeerde Germaanse filologie in Antwerpen en Engelse letterkunde aan de Universiteit van Sussex in Brighton, waar hij in 1984 een MA in vergelijkende literatuurstudie behaalde. Zijn thesis verscheen in een herwerkte versie in 1991 onder de titel Writing and Democracy. Hij doctoreerde nadien aan de Universitaire Instelling Antwerpen en doceerde Engels in Gent en Antwerpen. Ondertussen was hij ook bezig met het schrijven van verhalen en gedichten.
Voor zijn eerste verhalenbundel Menselijke Middelen kreeg hij tijdens de Vlaamse boekenweek van 1993 de debuutprijs. De bundel bevatte tien verhalen, waarvan er zes eerder waren verschenen in verzamelbundels zoals Mooie Jonge Goden uit 1986 (waarin ook tijdgenoten als Tom Lanoye, Herman Brusselmans en Marc Mijlemans werk publiceerden) of in Vlaamse literaire tijdschriften als De Brakke Hond en Dietsche Warande & Belfort. Zijn verhaal Aan de taalgrens, ook opgenomen in Menselijke Middelen, was in 1990 gepubliceerd in het Nieuw Wereldtijdschrift en in 1991 bekroond met de Rabobank Lenteprijs voor Literatuur.
In 1995 stelde men bij Neetens longkanker vast, en hij overleed in een Antwerps ziekenhuis in april van het volgende jaar. Later in 1996 verscheen postuum zijn verhalenbundel Wat we willen.

## Werken

### Verhalenbundels
- Menselijke middelen, Houtekiet, 1993
- Wat we willen, Houtekiet/De Prom, 1996

### Non-fictie (selectie)
- Vrouwelijkheid, mannelijkheid, literatuur (als samensteller, samen met Kristien Hemmerechts van deze essaybundel in de Cahiers van de Vlaamse Vereniging voor Algemene en Vergelijkende Literatuurwetenschap, Cahier 6 (1988)[2];
- Writing and Democracy: Literature, Politics and Culture in Transition (Brighton: Harvester, 1991)
- "Politics, Poetics and the Popular Text: The Ragged Trousered Philanthropists." (artikel in Literature and History vol. 14 nr. 1 (1988); een andere versie in in Neohelicon XIV/2 (1987); DOI:10.1007/BF02094686) over het boek The Ragged Trousered Philanthropists (1914) van Robert Tressell (pseudoniem van Robert Noonan)
- "Problems of a Democratic Text: Walter Besant's Impossible Story." (artikel in NOVEL: A Forum on Fiction, vol. 23 nr. 3 (1990) over het boek All Sorts and Conditions of Men van Walter Besant uit 1882)